# Jadwiga Sienieńska
Jadwiga Sienieńska, Kamieniecka z Oleska, herbu Dębno (ur. ok. 1500 – 1558) – hetmanowa i kasztelanowa lwowska.

## Życiorys
Córka Piotra Sienieńskiego z Oleska i Katarzyny z Buczackich (Mużyłów) h. Habdank.
Zbudowała ok. 1545 r. kościół parafialny pw. Matki Najświętszej w Olesku. Sprzedała swoją część Oleska Stanisławowi Żółkiewskiemu. 
Mężem jej został Marcin Kamieniecki herbu Pilawa – (zm. 15 marca 1530) – hetman polny koronny (1520–1528), od 1508 dworzanin królewski Zygmunta Starego, od 1511 podkomorzy sanocki, w latach 1520–1528, wojewoda podolski od 1515, po zmarłym bracie Janie kasztelanie lwowskim od 1512. 
Po ślubie mieszkała z mężem Marcinem Kamienieckim na zamku w Odrzykoniu koło Krosna. 
Miała z nim dzieci:
- Barbarę Mniszech – żonę Mikołaja Mniszcha z Wielkich Kończyc, podkomorzego nadwornego i starostę łukowskiego
- Elżbietę Kamieniecką – żonę Bernarda Maciejowskiego oraz
- Jana Kamienieckiego.

Była teściową Mikołaja Mniszcha (1484–1553) – przybyłego z Wielkich Kończyc z Moraw  podkomorzego wielkiego koronnego – męża jej córki Barbary Mniszech z Kamienieckich (zm. ok. 1569).
Była babką Jerzego Mniszcha, wojewody sandomierskiego, i  prababką Maryny Mniszchówny – carycy – żony cara Dymitra Samozwańca.